# Kia Stevens
Kia Michelle Stevens (Carson (Californië), 4 september 1977) is een voormalig Amerikaans professioneel worstelaarster, die onder de ringnamen Amazing Kong en Awesome Kong bekend was in de Total Nonstop Action Wrestling (TNA) en de National Wrestling Alliance (NWA) en in de WWE als Kharma.

## Carrière

### World Wrestling Entertainment/WWE (2011-2012)
Stevens debuteerde op 1 mei tijdens de pay-per-view-evenement, Extreme Rules, onder haar ringnaam Kharma. Ze trad de arena binnen na de match tussen Layla en Michelle McCool. McCool was het eerste slachtoffer met de uitvoering van de "Implant Buster" van Stevens. Een dag later tijdens de Raw aflevering mengde Stevens zich in de match tussen Kelly Kelly en Maryse, waarbij Maryse het tweede slachtoffer werd van de "Implant Buster". Hierna volgende nog meer slachtoffers, dit waren: Alicia Fox, Eve, Layla en Nikki Bella.
Tijdens de Raw-aflevering op 31 mei kondigde Stevens aan dat ze zwanger was. Door de zwangerschap zou ze pas rond juli 2012 weer terug te zien zijn. Op 31 december 2011 maakte ze bekend dat ze een miskraam had gekregen. Op de Royal Rumble van 25 januari 2012 keerde Kharma tijdelijk terug en maakte later bekend dat ze een pauze inlaste om haar persoonlijke problemen te verwerken. In juli 2012 werd haar WWE-profiel van "Divas" naar de "Alumni" verplaatst.
Stevens was in 2017 te zien in de Netflix-serie GLOW (Gorgeous Ladies of Wrestling) als Tammé Dawson.

## In het worstelen
- Finishing moves
  - Amazing Bomb (Independent circuit / Japan) / Awesome Bomb (TNA)
  - Amazing Press (Independent circuit / Japan) / Diving splash (TNA)
  - Implant Buster (Lifting double underhook facebuster)

- Signature moves
  - Accordion Rack (Bow and arrow backbreaker rack)
  - Body avalanche
  - Gorilla press slam
  - Running splash
  - Short-range lariat
  - Spinning backfist

- Met Hamada
  - Finishers
    - Falling powerbomb (Kong) / Missile dropkick (Hamada) combinatie

- Managers
  - Raisha Saeed
  - The Kongtourage (Saeed, Rhaka Khan en Sojournor Bolt)

- Entree theme
  - "Empire March" van Dale Oliver (TNA)

## Prestaties
- All Japan Women's Pro-Wrestling
  - WWWA World Heavyweight Championship (1 keer)
  - WWWA World Tag Team Championship (1 keer met Aja Kong)
  - Japan Grand Prix (2003)

- AWA Superstars of Wrestling
  - AWA Superstars World Women's Championship (1 keer)

- ChickFight
  - ChickFight IX

- GAEA Japan
  - AAAW Tag Team Championship (1 keer met Aja Kong)

- HUSTLE
  - Hustle Super Tag Team Championship (1 keer met Aja Kong)

- Ladies Legend Pro Wrestling
  - LLPW Tag Team Championship (1 keer met Aja Kong)

- NWA Midwest
  - NWA World Women's Championship (1 keer)

- NEO Ladies Pro Wrestling
  - NEO Tag Team Championship (2 keer; 1x met Matsuo Haruka en 1x met Kyoko Kimura)

- Pro Wrestling Illustrated
  - PWI rangeerde haar nummer 1 van de beste 50 vrouwelijke singlesworstelaars in de PWI Female 50 in 2008
  - PWI Woman of the Year (2008)

- Pro Wrestling WORLD-1
  - WORLD-1 Women's Championship (1 keer)

- Total Nonstop Action Wrestling
  - TNA Women's Knockout Championship (2 keer)
  - TNA Knockout Tag Team Championship (1 keer met Hamada)